# Страмнов, Геннадий Сергеевич
Геннадий Сергеевич Страмнов (1927—1984) — рабочий-пекарь, Герой Социалистического Труда (1966).

## Биография
Геннадий Страмнов родился в 1927 году в Москве. После окончания семи классов школы работал в мастерской, на военном заводе. После окончания Великой Отечественной войны пошёл работать пекарем на Московском хлебозаводе № 18. Параллельно с работой окончил десять классов вечерней школы.
За время своей работы Страмнов стал одним из лучших пекарей не только на своём заводе, но и во всей хлебобулочной отрасли СССР. Освоил в общей сложности выпечку более чем 120 наименований хлебобулочных изделий. Неоднократно командировался за рубеж, где обучал своих иностранных коллег. Многократно перевыполнял производственные планы с неизменно высоким качеством продукции. Многократно хлеб, выпеченный Страмновым, выставлялся в павильоне хлебобулочной отрасли на ВДНХ.
Указом Президиума Верховного Совета СССР от 21 июля 1966 года за «особые заслуги в выполнении заданий семилетнего плана и достижение высоких технико-экономических показателей по производству пищевых продуктов» Геннадий Страмнов был удостоен высокого звания Героя Социалистического Труда с вручением ордена Ленина и медали «Серп и Молот».
С 1969 года Страмнов был директором Московского хлебозавода № 22. Продолжал заниматься обучением молодых специалистов и разработкой новых видов хлебобулочной промышленности и новых способов совершенствования производства. Умер в 1984 году, похоронен на Кунцевском кладбище Москвы.
Был также награждён рядом медалей.